# Gobiobotia guilingensis
Gobiobotia guilingensis är en fiskart som beskrevs av Chen, 1989. Gobiobotia guilingensis ingår i släktet Gobiobotia och familjen karpfiskar. Inga underarter finns listade i Catalogue of Life.